# Noh Soo-jin
Dans ce nom coréen, le nom de famille, Noh, précède le nom personnel.
Noh Soo-jin (coréen : 노수진) (né le 10 février 1962 en Corée du Sud) est un footballeur international sud-coréen, qui évoluait au poste d'attaquant, avant de devenir entraîneur.

## Biographie

### Carrière de joueur

#### Carrière en sélection
Avec l'équipe de Corée du Sud, il joue 27 matchs (pour 5 buts inscrits) entre 1985 et 1990. Il figure notamment dans le groupe des sélectionnés lors des coupes du monde de 1986 et de 1990. Lors du mondial 1986, il joue contre la Bulgarie. Lors de l'édition 1990, il joue contre la Belgique et l'Espagne.
Il participe également aux JO de 1988, ainsi qu'à la coupe d'Asie des nations de 1988. Lors du tournoi olympique, il dispute un match contre l'Argentine.

## Palmarès
| Yukong Elephants - Championnat de Corée du Sud (1) : - Champion : 1989. |  | Corée du Sud - Coupe d'Asie des nations : - Finaliste : 1988. |